# Yo Gotti
Pour les articles homonymes, voir Gotti (homonymie).
Yo Gotti, de son vrai nom Mario Mims (né le 19 mai 1981 à Memphis, dans le Tennessee), est un rappeur américain. Il vient du nord de Memphis, Tennessee. Son premier album studio, Live from the Kitchen sort le 10 janvier 2012.

## Biographie

### Jeunesse et débuts
Mims a grandi dans les Ridgecrest Apartments de Frayser, à Memphis. Il se lance dans la musique à 14 ans, sous le nom de Lil Yo, affilié à DJ Sound et son crew. Entre 2000 et 2006, Yo Gotti publie quelques albums indépendants. From Da Dope Game 2 Da Rap Game (2000), Self-Explanatory (2001), Life (2003) et Back 2 da Basics (2006),.

### Live from the Kitchen(2009–2012)
Après plusieurs reports de date, Yo Gotti publie son premier album, Live From The Kitchen, le 10 janvier 2012,. Le premier single de l'album s'intitule 5 Star', et est publié le 20 mai 2009. Le single atteint la 79e place du Hot 100, la 19e des R&B Songs, et la 11e des U.S Rap Songs,. Women Lie, Men Lie en featuring avec Lil Wayne, le second single de l'album, est publié le 11 décembre 2009. la chanson atteint la 81e place du Hot 100, la 22e des U.S. R&B et la 12e des U.S Rap,. Look In the Mirror est le troisième single publié sept mois après le deuxième, le 27 juillet 2010. La chanson atteint la 97e place du U.S R&B Chart. Live From The Kitchen débute 12e du Billboard 200, avec 16 000 exemplaires vendus après publication aux États-Unis. Après trois semaines passées dans les classements, l'album compte 36 000 exemplaires vendus aux États-Unis. En 2012, Gotti, jugeant les ventes de son premier album trop faibles, décide de quitter RCA Records et Polo Grounds Music. Le 17 octobre 2012, Il publie le septième volet de sa célèbre série de mixtapes Cocaine Muzik intitulée Cocaine Muzik 7: The World Is Yours.

### I Am(depuis 2013)
Au début de 2013, Gotti annonce la signature d'un contrat de distribution avec Epic Records. Le 28 mai 2013, Yo Gotti annonce le titre de son sixième futur album, I Am. Le premier single de son sixième album I Am s'intitule Act Right et fait participer Young Jeezy et YG. La chanson débute cinquième du Bubbling Under Hot 100 Singles, et la 39e place des Hot R&B/Hip-Hop Songs. Le 21 septembre, elle atteint la 100e place du Hot 100,,. En juillet 2013, l'album est annoncé pour le 19 novembre 2013. Le 22 août 2013, il annonce les dates de tournée pour I Am, une tournée en promotion de I Am lancée du 14 septembre au 19 novembre 2013, aux côtés de YG, Zed Zilla, Shy Glizzy et Cash Out. Le 2 septembre 2013, Yo Gotti publie la mixtape Nov 19th: The Mixtape pour la promotion de l'album.
Le 7 octobre 2013, le deuxième single officiel de l'album, King Shit en featuring avec T.I. est diffusé sur la radio américaine. Le 15 octobre 2013, le clip de King Shit est publié. King Shit atteint depuis la cinquième place des Billboard Bubbling Under R&B/Hip-Hop Singles. Le 27 octobre 2013, Yo Gotti publie le troisième single de l'album, Cold Blood en featuring avec le rappeur J. Cole et Canei Finch.

## Discographie

### Albums studio
- 1996 : Youngsta's on a Come Up (en tant que Lil Yo)
- 2000 : From Da Dope Game 2 Da Rap Game
- 2001 : Self-Explanatory
- 2003 : Life
- 2006 : Back 2 da Basics
- 2010 : Live from the Kitchen
- 2013 : I Am
- 2016 : The Art of Hustle
- 2017 : I Still Am
- 2019 : Untrapped
- 2020 : CM10 Free Game

### Mixtapes
- 2004 : Gettin' Money Like A Mutha F**ka
- 2006 : Full Time Huslin'
- 2006 : I Told U So (Prod. DJ Drama)
- 2008 : Cocaine Muzik
- 2008 : Definition of a G (avec Gucci Mane)
- 2009 : Cocaine Muzik 2
- 2009 : Cocaine Muzik 3
- 2010 : Cocaine Muzik 4 (avec Zedzilla)
- 2010 : Cocaine Muzik 4.5 (Da Documentary)
- 2010 : Cocaine Muzik 5: White Friday
- 2011 : Cocaine Muzik 6: Gangsta of The Year
- 2011 : January 10th (The Mixtape)
- 2012 : Cocaine Muzik 7: The World Is Yours
- 2013 : Nov 19th: The Mixtape
- 2014 : Chapter One (avec CMG)
- 2015 : Concealed
- 2015 : The Return of Cocaine Muzik
- 2015 : The Return of Cocaine Muzik Pt. 2
- 2015 : The Return
- 2015 : Cocaine Muzik 8 (Any Hood America)
- 2016 : 2 Federal (avec Moneybagg Yo)
- 2016 : Cocaine Muzik 9 (White Friday)
- 2017 : Gotti Made-It (Prod. Mike Will Made It)
- 2023 : I Showed U So (Prod. DJ Drama)

### Singles
| Année | Titre                                    | Classement        | Classement            | Classement     | Album                           |
| Année | Titre                                    | Billboard Hot 100 | Hot R&B/Hip-Hop Songs | Top Rap Tracks | Album                           |
| ----- | ---------------------------------------- | ----------------- | --------------------- | -------------- | ------------------------------- |
| 2000  | Violated                                 | —                 | —                     | —              | From da Dope Game 2 da Rap Game |
| 2001  | Slash (featuring Block Burnaz)           | —                 | —                     | —              | Self-Explanatory                |
| 2003  | Dirty South Soldiers (featuring Lil Jon) | —                 | —                     | —              | Life                            |
| 2005  | Full Time                                | —                 | —                     | —              | Back 2 da Basics                |
| 2005  | Gangsta Party (featuring Bun B & 8 Ball) | —                 | 80                    | —              | Back 2 da Basics                |
| 2006  | I Got Dem/That's What They Made It Foe   | —                 | —                     | —              | Back 2 da Basics                |
| 2009  | 5 Star                                   | 79                | 19                    | 11             | Live from the Kitchen           |
| 2009  | Women Lie, Men Lie (featuring Lil Wayne) | 81                | 22                    | 12             | Live from the Kitchen           |

### Singles collaboratifs
| Année | Titre                                                                                             | Classement        | Classement            | Classement    | Album                              |
| Année | Titre                                                                                             | Billboard Hot 100 | Hot R&B/Hip-Hop Songs | Hot Rap Songs | Album                              |
| ----- | ------------------------------------------------------------------------------------------------- | ----------------- | --------------------- | ------------- | ---------------------------------- |
| 2007  | Poppin' Rubberbands (Gucci Mane featuring Yo Gotti)                                               | —                 | —                     | —             | Back in da Trap                    |
| 2008  | Bricks (Gucci Mane featuring Yo Gotti & Yung Ralph)                                               | —                 | —                     | —             | Wasted: The Prequel                |
| 2008  | Shawty Said (Novakane featuring Yo Gotti & Trey-V)                                                | —                 | 75                    | —             | Lethal Injection                   |
| 2009  | Ridiculous (DJ Drama featuring Gucci Mane, Yo Gotti, Lonnie Mac & OJ da Juiceman)                 | —                 | 104                   | —             | Gangsta Grillz: The Album (Vol. 2) |
| 2009  | Hood Bitch Fetish (DJ Kayslay featuring Ray J, Yo Gotti, Jim Jones & Busta Rhymes)                | —                 | —                     | —             | More Than Just a DJ                |
| 2010  | Hood Bitch Fetish (Dorrough featuring Yo Gotti)                                                   | —                 | 92                    | —             | Get Big                            |
| 2010  | All White Everything (Young Jeezy featuring Yo Gotti)                                             | —                 | 103                   | —             | NC                                 |
| 2010  | Countin' Money (Bun B featuring Yo Gotti & Gucci Mane)                                            | —                 | —                     | —             | Trill O.G                          |
| 2011  | I Know What She Like (Yung Joc featuring Yo Gotti)                                                | —                 | 91                    | —             | Mr. Robinson's Neighborhood        |
| 2012  | Hood Rich Anthem (DJ Scream featuring 2 Chainz, Future, Waka Flocka Flame, Yo Gotti & Gucci Mane) | —                 | 96                    | —             | Long Live the Hustle               |
| 2013  | 4 What (DJ Drama featuring Young Jeezy, Yo Gotti & Juicy J)                                       | —                 | —                     | —             | Quality Street Music 2             |
| 2013  | Numb (August Alsina featuring B.o.B & Yo Gotti)                                                   | 122               | 38                    | —             | Testimony                          |
| 2014  | Hoe (Kirko Bangz featuring YG & Yo Gotti)                                                         | —                 | 60                    | —             | Bigger Than Me                     |
| 2014  | Don't Worry 'Bout It (50 Cent featuring Yo Gotti)                                                 | —                 | 42                    | —             | Animal Ambition                    |
| 2014  | Yayo (Snootie Wild featuring Yo Gotti)                                                            | 107               | 30                    | 23            | Go Mode                            |
| 2014  | Turn Up For a Check (K Camp featuring Yo Gotti)                                                   | —                 | 34                    | —             | In Due Time                        |
| 2014  | Maybe (Teyana Taylor featuring Yo Gotti & Pusha T)                                                | 110               | 32                    | —             | VII                                |
| 2014  | Somethin' Right (DJ Infamous featuring Big K.R.I.T. & Yo Gotti)                                   | —                 | —                     | —             | NC                                 |